# Mago

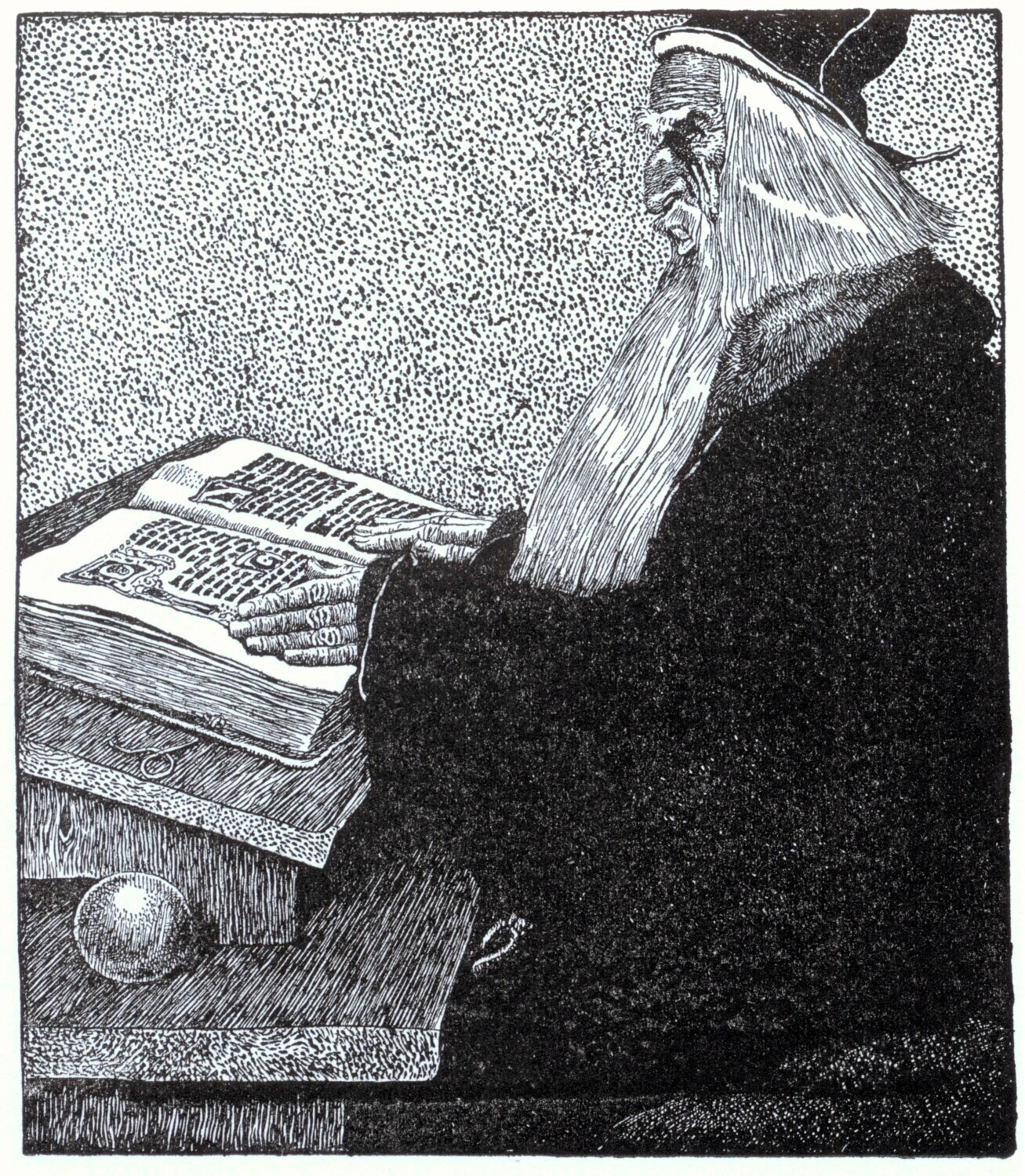
Il mago Merlino, illustrazione del 1903

Un mago è una persona dedita, per attitudine o per professione, all'arte della magia.
La parola è la traslitterazione del termine greco magos (μάγος, plurale μάγοι), cioè «sapiente». Si tratta di un titolo riferito specificamente ai Magi, re-sacerdoti dello Zoroastrismo tipici dell'ultimo periodo dell'impero persiano.

## La figura del mago nella storia

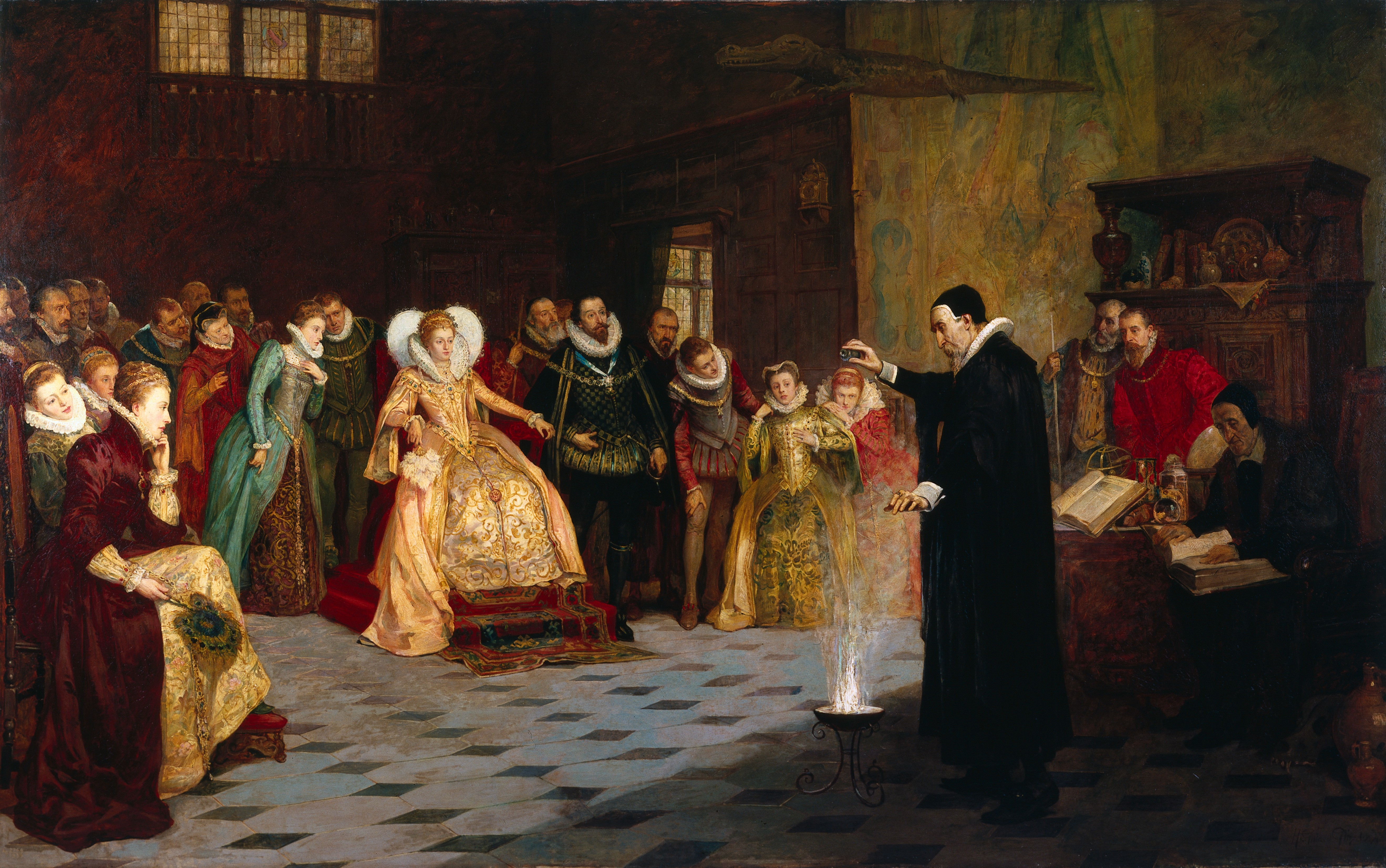
Il mago rinascimentale John Dee che esegue un esperimento davanti alla regina Elisabetta (dipinto di Henry Gillard Glindoni)

In Occidente la figura del magus cominciò ad essere particolarmente mitizzata durante il Rinascimento, in cui la magia, ritenuta l'applicazione pratica dei principi della filosofia naturale, tornò ad essere considerata come qualcosa di meraviglioso, capace di unire scienza, arte e sperimentazione.
In passato le persone dedite alla magia erano state guardate per lo più con sospetto dagli esponenti della cultura ufficiale, se non addirittura perseguitate. Già gli antichi Greci, dopo le guerre persiane in cui erano venuti in contatto con le pratiche oscure dei sacerdoti di Arimane, incaricati di lanciare maledizioni contro l'esercito nemico, avevano attribuito al termine màgos un significato negativo, seppure mitigato in seguito dalla diffusione del trattato astrologico di Beroso che valorizzava anche gli aspetti benefici della magia.
Gli antichi Romani, pur non condannando inizialmente la magia, a condizione che non nuocesse alla tenuta della società e al buon andamento dell'economia, si imbatterono analogamente nei maghi persiani quando verso la fine della Repubblica Romana si trovarono a fronteggiare i Parti, i cui sacerdoti furono equiparati a stregoni, figure inquietanti contro i quali Silla cercò di difendersi ricorrendo alla consulenza dei Caldei.
In seguito le pratiche magiche, pur diffuse tra i ceti popolari, vennero considerate dai vertici dello Stato romano come «veleni del corpo e della mente». Cicerone attribuì a Vatinio opere nefande come evocazioni di spiriti inferi e infanticidi. Un senatoconsulto di Tiberio dell'anno 7 vietava i filtri magici, un altro del 16 stabiliva l'espulsione di tutti i maghi dall'Italia. Nella letteratura augustea compaiono figure di maghi dediti a incantesimi tipicamente latini citati da Tibullo, Properzio, Orazio, Ovidio e Virgilio. Plinio il Vecchio, pur definendo la magia «impostura», con la sua Naturalis historia fornì una fonte preziosa sui maghi della storia antica.
Tra gli scrittori più celebri a fare le spese del clima di intolleranza legislativa verso i maghi vi fu Apuleio, costretto a difendersi nel suo De Magia. La diffusione dello gnosticismo, seguito più tardi dal neoplatonismo, porterà tuttavia a distinguere gli operatori della magia goetia o volgare, di natura malvagia, dai praticanti della teurgia, positiva.
Col cristianesimo la magia negativa tornò ad essere fermamente condannata. Ireneo di Lione menzionò i Carpocraziani come setta di maghi. Nel Medioevo, nonostante la polemica antimagica di alcuni teologi cristiani quali Origene, Sant'Agostino, Tommaso d'Aquino, e l'ostilità dei vertici della Chiesa nei confronti delle arti occulte, la magia continuò ad essere praticata sulla base della distinzione, diversamente proposta tra gli altri da Ruggero Bacone, Guglielmo d'Alvernia e Alberto Magno, tra magia bianca o più propriamente naturale, e magia nera o demonologica.

### Rinascimento

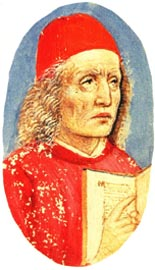
Marsilio Ficino, nelle tipiche vesti del mago rinascimentale

La figura del mago venne in tal modo progressivamente rivalutata, tanto che il secolo compreso tra il 1550 e il 1650 è stato definito dallo storico della scienza Paolo Rossi come il «tempo dei maghi».
Non a caso la prima carta degli arcani maggiori dei Tarocchi, che cominciarono a diffondersi presso le corti rinascimentali italiane, era quella del «mago», detto anche «il bagatto», simbolo dell'homo faber, ossia della persona artefice non solo del proprio destino, ma anche della realtà circostante. Questa concezione, in cui confluivano dottrine neoplatoniche, ermetiche e cabalistiche, attribuiva all'essere umano un potere quasi divino, demiurgico, in virtù del quale egli avrebbe potuto ricreare il mondo a partire dalle idee-archetipe.
Il mago cioè non si limitava a teorizzare dei principi filosofici, ma ne dimostrava la validità rendendoli operanti nella realtà concreta.
Il suo potere derivava in particolare dal libero arbitrio donatogli da Dio, dall'essere stato creato a Sua immagine e somiglianza, e dalla centralità da lui occupata nell'intero universo: un'altra definizione dell'uomo fu infatti quella di copula mundi, ossia unificatore e mediatore tra cielo e terra, macrocosmo e microcosmo.
(Marsilio Ficino, De vita coelitus comparanda, 26, trad. it. in Carlo Colombero, Uomo e natura nella filosofia del Rinascimento, pag. 235, Torino, Loescher, 1976)
Paragonato a un agricoltore del mondo, il mago era in definitiva per i filosofi rinascimentali un «uomo universale», esperto di tutti i rami del sapere, specialmente di astrologia, alchimia, numerologia, medicina, fisica, filosofia, occultismo, ecc. In Italia questa figura fu impersonata soprattutto da Marsilio Ficino e Pico della Mirandola, sebbene resa poco esplicita per il timore di persecuzioni da parte delle autorità.
Anche per Giordano Bruno, il mago non è che «un sapiente dotato della capacità di agire», e così Agrippa di Nettesheim, attivo in Germania, per il quale la figura del mago abbraccia quella del «sapiente, sacerdote e profeta», perché conoscitore dei segreti sia fisici che metafici della natura, sapendo metterli in pratica.
In Inghilterra la figura del magus per eccellenza fu invece quella di John Dee, che propiziò la salita al trono della regina Elisabetta.

### Cronache e leggende

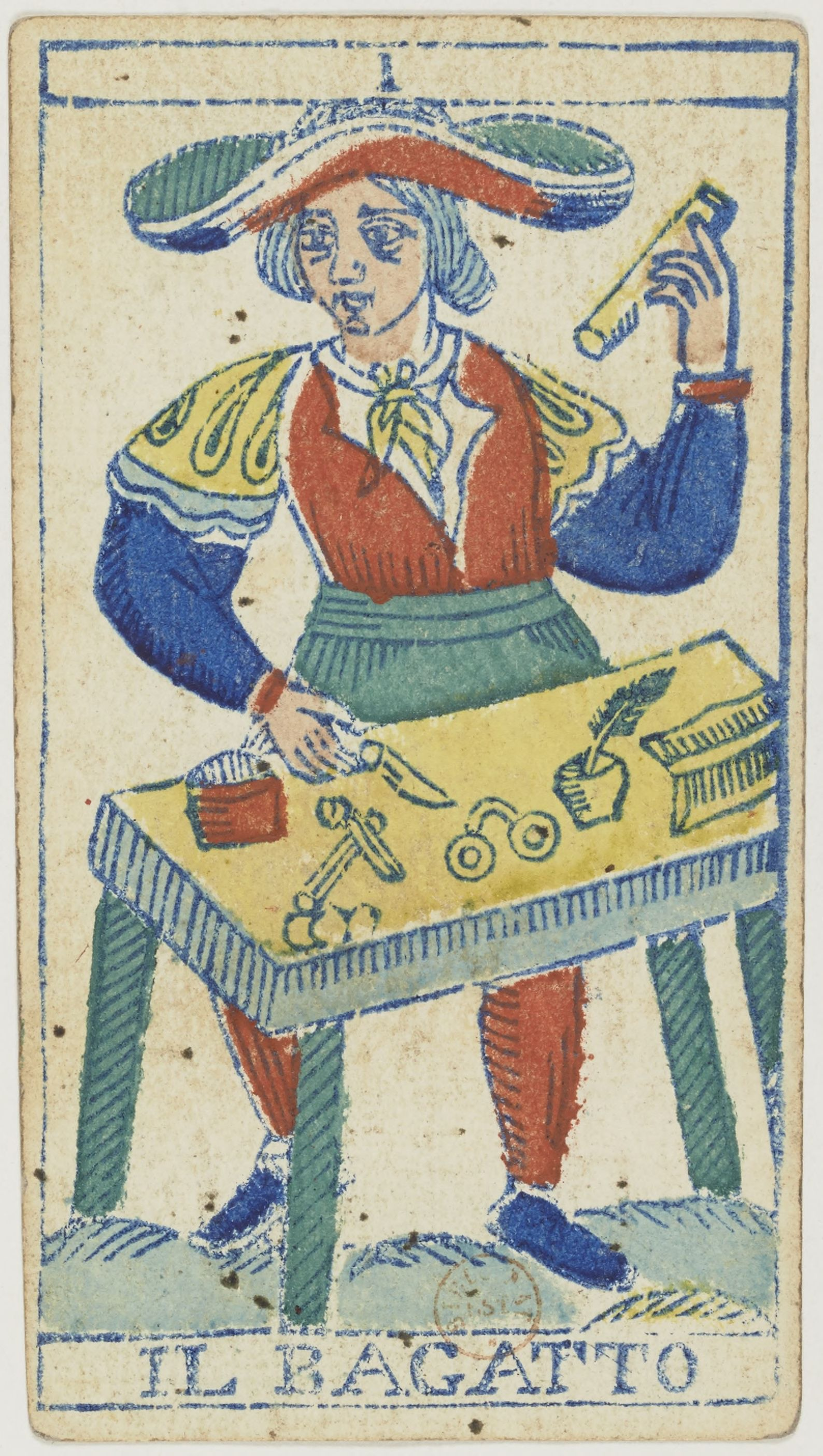
Il Bagatto, prima carta dei Tarocchi.

Possiamo ricordare fra i maghi delle cronache classiche, medioevali e rinascimentali:
- Ostane e Istaspe, maghi persiani citati da Erodoto che accompagnarono Serse nelle spedizioni contro la Grecia;[17]
- Apollonio, filosofo greco;[18]
- Publio Nigidio Figulo, neopitagorico romano,[6] autore di un sortilegio riferito da Apuleio sulla base di una testimonianza di Varrone;[19]
- Virgilio, poeta e filosofo latino,[20] che ebbe fama di mago soprattutto a Napoli;[21]
- Simon mago, citato negli Atti degli apostoli;[22]
- Merlino, personaggio della letteratura epica arturiana;
- Eliodoro, mago siciliano semi-leggendario;[23]
- Ruggero Bacone, monaco francescano britannico, magister della scuola di Oxford;[24]
- Pietro Bailardo, alchimista salernitano o milite francese;[25]
- John Dee, mago rinascimentale alla corte della regina Elisabetta;[11]
- Cagliostro, mago e alchimista dell'età dei lumi.[26]

In epoca contemporanea si ricorda inoltre Vittorio Scifo, soprannominato "mago di Tobruk".

### Il mago come archetipo junghiano
Nel Novecento, in ambito psicanalitico, Carl Gustav Jung annoverò la figura immaginifica del «mago-stregone» tra gli archetipi del numinoso che permeano in profondità l'inconscio collettivo della psiche umana. Questa figura, per Jung, si è tramutata nell'epoca contemporanea nelle sembianze dell'uomo di scienza o del tecnico esperto.

## Letteratura e altri media

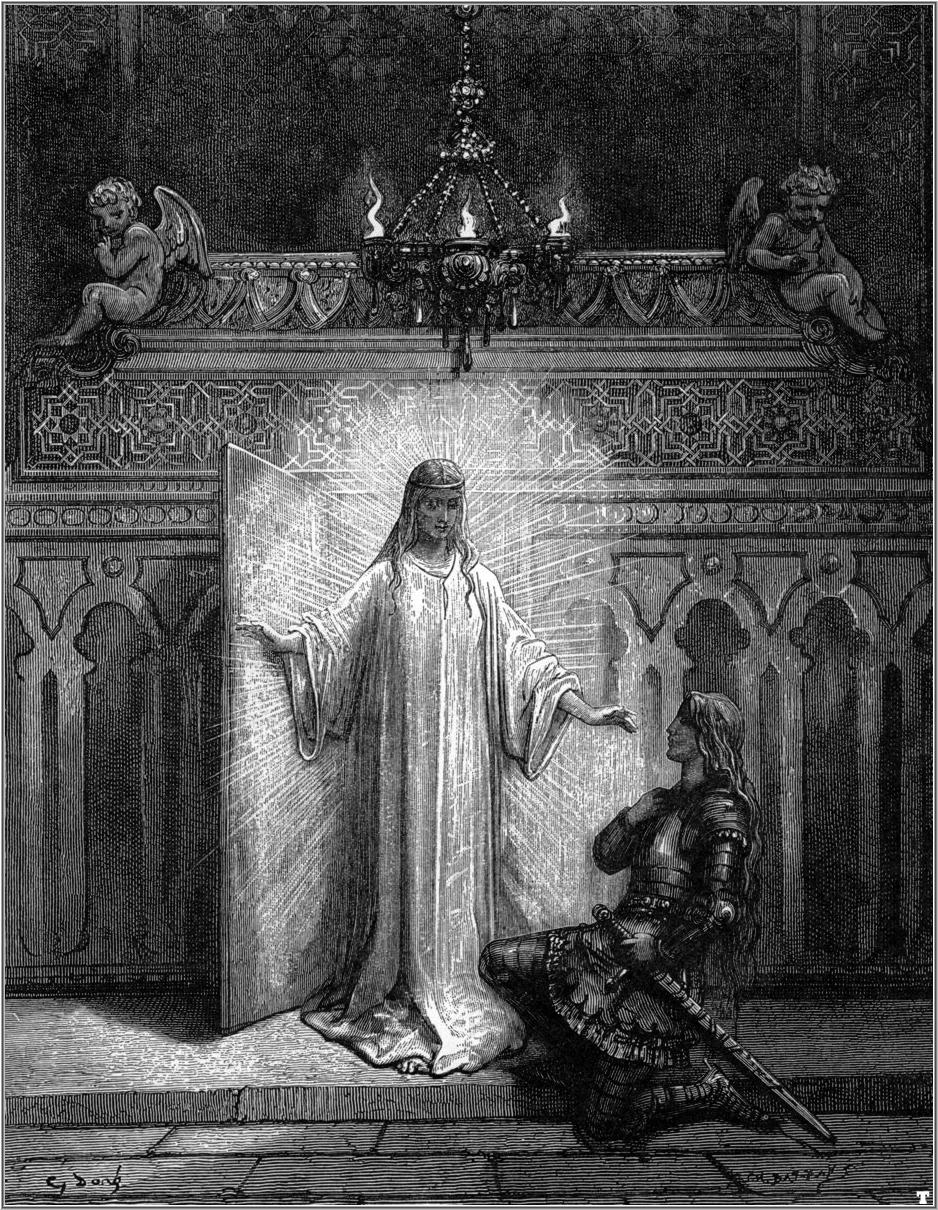
La Maga Melissa che appare a Bradamante, incisione di Gustave Doré in un'illustrazione dell'Orlando furioso (1887)

Nella letteratura e nella narrativa popolare, influenzate dal fascino del prodigioso, il mago è una figura ricorrente. Ne citiamo i più noti:
- Atlante, uno dei maghi che concorrono all'alone fiabesco dell'Orlando Furioso di Ariosto;[29]
- Armida, maga musulmana nella Gerusalemme liberata di Torquato Tasso;
- Prospero, il mago de La tempesta di Shakespeare;
- Il Meraviglioso Mago di Oz, dall'omonimo romanzo di Baum;
- Gandalf, nel Signore degli Anelli (la sua immagine corrisponde a quella classica di un mago buono ma combattivo);
- Saruman, stregone malvagio nel medesimo romanzo;
- Dottor Faust, personaggio di una leggenda popolare tedesca tradizionalmente considerato un alchimista, ma in alcune versioni indicato invece come mago;[30]
- Albus Silente, personaggio delle saghe di Harry Potter creata da J. K. Rowling;
- Harry Potter, personaggio dell'omonima saga;
- Harry Dresden, investigatore privato con poteri magici protagonista dei romanzi Dresden Files;
- Jaina Marefiero, maga dell'universo di Warcraft e leader del Kirin Tor.

## Letteratura fantasy
Con la forte diffusione del genere fantasy, tramite romanzi o film (ad esempio, la saga di Harry Potter) o tramite giochi di ruolo come Dungeons & Dragons, questo termine – già noto in ambiti letterari folcloristici (un esempio per tutti: le Fiabe dei fratelli Grimm) – è divenuto molto utilizzato.
In queste opere di pura fantasia il mago è un individuo in grado di esercitare la magia, intesa come controllo delle forze della natura. La figura del mago risulta essere onnipresente nelle culture dei popoli del mondo, presa anche sotto diversi punti di vista e chiamato con altri nomi che differiscono da mago, l'esempio più lampante di mago nella mitologia e la figura di Merlino, mago alla corte di re Artù. A questo termine di per sé neutro si possono associare fattori e/o avvenimenti reali. In Inghilterra ad esempio esistevano i druidi, figure che possono essere riprese anche nella mitologia nordica in generale, ma anche ai fatti di Salem in cui delle innocenti venivano uccise perché accusate di fare uso della magia, mentre molto probabilmente si trattava solamente di guaritrici o di semplici donne che avevano imparato l'arte dell'alchimia per sfruttarla in scopi medici e aiutare la gente. In conclusione a questa mistica, o meno, figura sono legati momenti felici e no.

### Termini collegati
Solitamente non si differenzia la parola mago da quelle che designano altre figure fantastiche come stregone, incantatore, negromante, taumaturgo e così via. Gli autori del genere fantasy, tuttavia, tengono a differenziare in maniera più precisa le varie figure. Talune fonti vogliono che il mago apprenda le arti magiche, mentre lo stregone le abbia già in dote.
La quantità e le differenze fra gli scritti fantasy hanno confuso ancor di più i vari significati, quindi è da ricordare che ogni autore interpreta questi termini a proprio vantaggio.

## Fumetti
Nei fumetti è molto comune la presenza di personaggi con poteri magici. Si citano solo i più ricorrenti o notevoli:
- Mandrake il mago, personaggio di Lee Falk e Phil Davis.
- Il Dottor Strange, di Stan Lee e Steve Ditko.
- John Constantine, di Alan Moore.
- Dark Schneider, personaggio di Bastard!!, di Kazushi Hagiwara.
- Il Mago Wiz, striscia umoristica di Hart - Parker.